# The Do-Over
The Do-Over ist eine US-amerikanische Komödie mit Adam Sandler und David Spade in den Hauptrollen. Der Film wurde am 27. Mai 2016 auf dem Video-on-Demand-Portal Netflix veröffentlicht. Regie führte Steven Brill.

## Handlung
Charlie ist ein kleiner Bankkaufmann, der mit dem bisherigen Verlauf seines Lebens unzufrieden ist, bis er auf einem Klassentreffen seinen Schulfreund Max trifft, der gemeinsam mit ihm ein paar Tage verbringen möchte.
Max schafft eine Yacht an und die beiden begeben sich aufs Meer. Max lässt die Yacht explodieren, um den Tod der beiden Freunde vorzutäuschen. Zuvor hatte er zwei Leichen im Schiff verstaut, deren Identität Max und Charlie nun annehmen.
Charlie ist zunächst nicht sonderlich begeistert, ändert seine Meinung jedoch, als er bemerkt, dass er unter seiner neuen Identität ein großes Anwesen auf einer Insel besitzt. Dort wohnen die Freunde eine kurze Zeit, bis sie von einem Killerkommando angegriffen werden. Max gibt zu, von diesem Risiko gewusst zu haben. Sie fahren zu Heather, der Frau des Mannes, dessen Identität Charlie angenommen hat, und erklären ihr, dass ihr Mann tot ist.
Nach etlichen turbulenten Verwicklungen erfährt man, dass Max an einer Krebserkrankung leidet, für die die ursprünglichen Inhaber ihrer neuen Identitäten ein Heilmittel gefunden hatten. Da diese Innovation die lukrativen Geschäfte eines führenden Produzenten von Chemotherapiemitteln stören würde, will das Unternehmen die Erfinder aus dem Weg räumen und das Bekanntwerden des Medikaments verhindern. Charlie und Max müssen feststellen, dass Heather ebenfalls in diese Machenschaften verwickelt ist. Doch es gibt ein Happy End: Sie bringen das Medikament an die Öffentlichkeit gehen dafür straffrei aus, und Max wird geheilt.

## Entstehung
Nach Die lächerlichen Sechs (2015) ist dies die zweite Netflix-Produktion mit Adam Sandler in der Hauptrolle. Zum fünften Mal spielt Adam Sandler unter Regie von Steven Brill. Der Film wurde in Savannah, Georgia und San Juan, Puerto Rico gedreht. Das Haus, in dem in San Juan gedreht wurde, diente ebenfalls als Drehort für die US-amerikanische Fernsehserie Mad Dogs (2015–2016).
Die Töchter des Auto Store Lou-Besitzers Sally und Daisy werden von Adam Sandlers Töchtern, Sadie und Sunny Sandler, gespielt. Auch seine Frau, Jackie Sandler, sowie sein Neffe, Jared Sandler, letzterer zu Beginn des Films als DJ, spielen im Film mit. Auf den Namensschildern, die zu Beginn des Films getragen werden, ist auch die Aufschrift Central High zu sehen. Adam Sandler machte seinen Abschluss an der Manchester Central High School.

## Rezeption
The Do-Over erhielt ein sehr schlechtes Presseecho, was sich auch in den Auswertungen US-amerikanischer Aggregatoren widerspiegelt. So erfasst Rotten Tomatoes größtenteils kritische Besprechungen und ordnet den Film dementsprechend als „Gammelig“ ein. Laut Metacritic fallen die Bewertungen im Mittel „Grundsätzlich Ablehnend“ aus.

„Auf jeden Fall muss dieser Film fast zu Ende sein, denken Sie, wenn Sie auf die Pause-Taste auf Ihrer Fernbedienung drücken – nur um festzustellen, dass Sie nach 50 Minuten noch weitere 58 haben.“

„Der Handlung zu folgen kann ein bisschen schwierig sein […] aber die Partnerschaft zwischen Sandler und Spade gibt dem gesamten Unternehmen genug emotionale Grundlage, um dies auszugleichen. […] The Do Over ist eine ziemlich normale Action-Komödie, aber das extrem geringe Niveau der letzten Sandler-Arbeiten […] macht dies zu einer Erleichterung.“

„The Do-Over ist nicht Sandlers beste Performance, aber es ist auch nicht ganz so scheußlich wie das, was wir nach seinen letzten Veröffentlichungen von ihm erwartet hätten. Ein zentrales Handlungsinstrument im Film ist ein im Rektum einer Leiche versteckter Schlüssel, und das ist eine passende Metapher für Sandlers Netflix-Ära-Output: Sicher, es ist miserabel, aber es passt trotzdem irgendwo hin.“